# Kantxura
Kantxura (en rus: Канчура) és un poble de Baixkíria, a Rússia, que en el cens del 2010 tenia 185 habitants. Pertany al districte de Iermolàievo.